# Phyllonorycter persimilis
Phyllonorycter persimilis là một loài bướm đêm thuộc họ Gracillariidae. Nó được tìm thấy ở Nhật Bản (Honshū và Hokkaidō).
Ấu trùng ăn Quercus dentata. Chúng ăn lá nơi chúng làm tổ.